# بوا ساوده
بوا ساوده (به پرتغالی: Boa Saúde) یک شهرستان در برزیل است که در ریو گرانده شمالی واقع شده‌است.